# 西華盛頓鎮區 (堪薩斯州賴斯縣)
西華盛頓鎮區（英語：West Washington Township）為美國堪薩斯州賴斯縣轄下的鎮區。2010年美国人口普查中此鎮區人口有125人。

## 地理
西華盛頓鎮區涵蓋總面積為92.7平方（35.80平方英里），其中陸地面積為92.6平方（35.76平方英里），水域面積為0.10平方（0.04平方英里）或0.11%。

## 人口統計
根據2010年美國人口普查，西華盛頓鎮區人口有125人，其中男性有70人，女性有55人，人口密度為每平方公里1.35人，住房計50戶。鎮區內的白人有121人，非裔美國人有0人，美洲原住民有1人，亞裔美國人有0人，太平洋島裔美國人有0人，其他種族有2人，混血種族則有1人。此外鎮區內有2人為西班牙裔或拉丁裔美國人。此鎮區之年齡中位數為43.8歲，而男性年齡中位數為42.0歲，女性年齡中位數為45.5歲。